# Usinens
Usinens é uma comuna francesa na região administrativa de Auvérnia-Ródano-Alpes, no departamento da Alta Saboia. Estende-se por uma área de 7.63 km². Em 2010 a comuna tinha 417 habitantes (densidade: 54,7 hab./km²).